# Régiment de l'Île-de-France
Le régiment de l'Île-de-France est un régiment d'infanterie des colonies du royaume de France, créé en 1772, devenu sous la Révolution le 108e régiment d'infanterie de ligne.

## Création et différentes dénominations
- 18 décembre 1772 : création du régiment de l'Île-de-France
- 1er janvier 1791 : renommé 108e régiment d’infanterie de ligne

## Mestres de camp et colonels
- 18 décembre 1772 : N. chevalier de Lort
- 1774 : comte N. de Saint-Maurice
- 21 janvier 1775 : N. de Courcy
- 1er janvier 1782 : N. de Chénevillé
- 14 mars 1787 : chevalier Dominique Prosper de Chermont

## Historique des garnisons, combats et batailles du régiment

### Création
Le « régiment de l'Île-de-France » est formé le 18 décembre 1772 avec une partie de la légion de l'Île-de-France et des détachements des régiments Royal-Comtois, de Clare, d'Artois et de Normandie
Par ordonnance du 21 janvier 1775, le régiment est porté à quatre bataillons en incorporant les régiments de l'Île-de-Bourbon et du Port-Louis.
Par l'ordonnance du 25 octobre 1776 qui rétabli le régiment de l'Île-de-Bourbon remet le « régiment de l'Île-de-France » à 2 bataillons.

### Guerre franco-britannique
Le régiment prend une part considérable à la guerre soutenue dans l'Inde en 1782 et 1783 et assiste, le 3 septembre 1782 sur le vaisseau l'Illustre (en) à la bataille de Trinquemalay, ainsi qu'à la plupart des combats livrés par le bailli de Suffren. 
A la paix, il reprend ses quartiers dans les îles de l'océan Indien.

### Révolution française
Au milieu des diverses agitations qui secouait la métropole et les autres colonies, les îles de France et de Bourbon surent conserver la tranquillité, qui permit au « régiment de l'Île-de-France » de lui donner la force de repousser toutes les croisières anglaises et  continua de faire un service patriotique sur le théâtre restreint qui lui était assigné.
L'ordonnance du 1er janvier 1791 fait disparaître les diverses dénominations, et les corps d'infanterie ne sont désormais plus désignés que par le numéro du rang qu'ils occupaient entre eux. Les régiments sont largement désignés avec le terme ci-devant, comme 108e régiment d'infanterie ci-devant l'Île-de-France.
Ses deux bataillons, qui ont figuré sur le papier dans l'organisation des 187e et 188e demi-brigades de première formation, n'ont pas été amalgamés et sont entrés directement, le 21 novembre 1796, dans la 13e demi-brigade de seconde formation.
Ses deux bataillons, qui ont figuré sur le papier dans l'organisation des 191e et 192e demi-brigades de première formation, n'ont pas été amalgamés et disparurent peu à peu dans les diverses organisations des troupes coloniales, qui eurent lieu ultérieurement. 
Ainsi disparaît pour toujours le 108e régiment d'infanterie ci-devant Le Cap, partageant le sort de tous ces vieux régiments qui depuis deux siècles avaient défendu si intrépidement la patrie contre toutes les coalitions.

## Sources et Bibliographie
: document utilisé comme source pour la rédaction de cet article.
- Louis Susane : Histoire de l'ancienne infanterie française, Tome 7
- Historiques des corps de troupe de l'armée française (1569-1900)
- Victor Louis Jean-François Belhomme : Histoire de l'infanterie en France tome 3 et 4
- Émile Mignot de Lyden : Nos 144 Régiments de ligne
- L'Ile Maurice et la France dans la deuxième moitié du siècle
- L'Ile de France au moment de la rétrocession au roi (1767), d'après la correspondance du gouverneur Dumas et de l'intendant Poivre
- Le 108e régiment d’infanterie ci-devant régiment d’Isle de France